# Estuche escolar

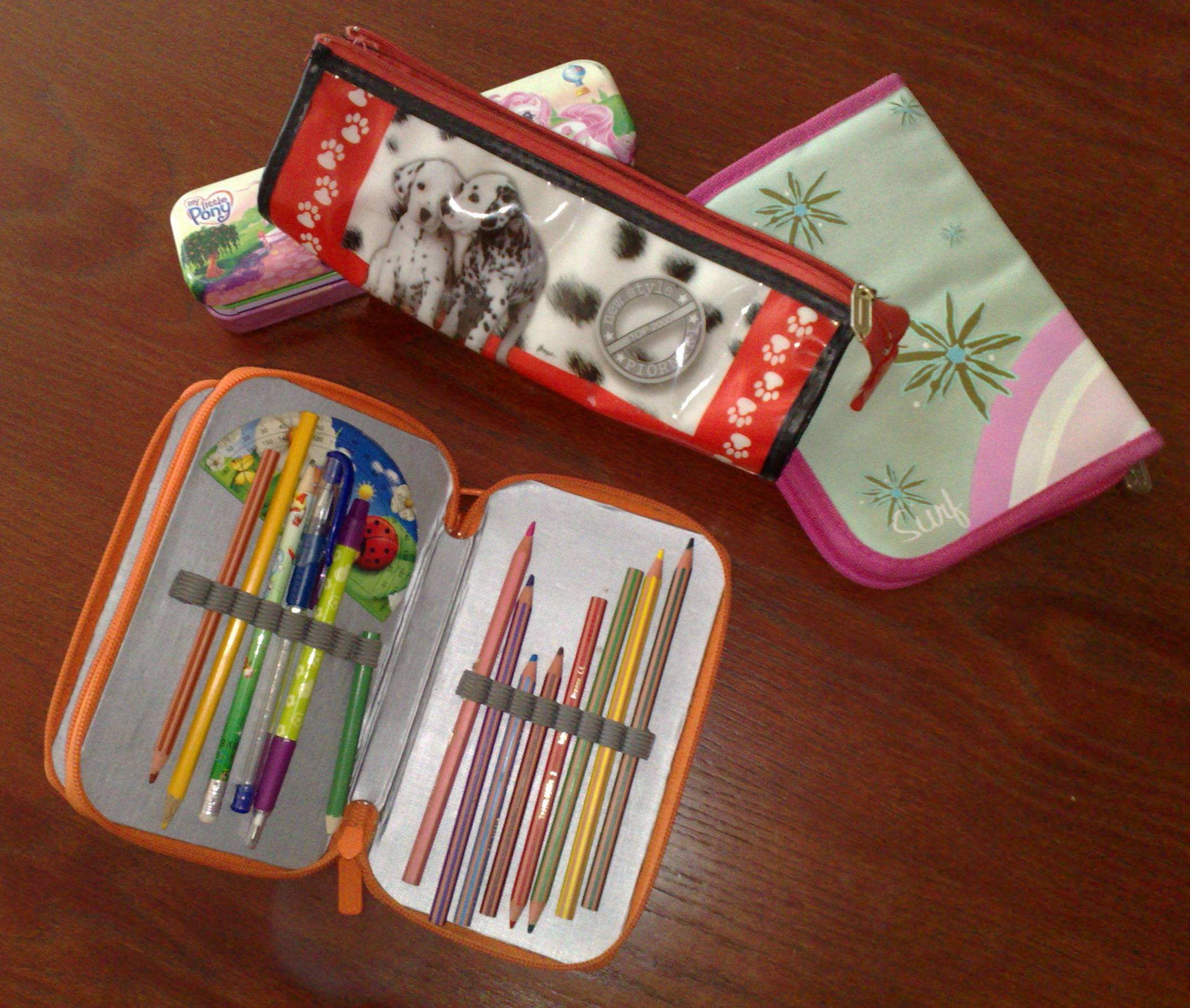
Varios estuches escolares

Un estuche escolar, plumier o lapicera, son las formas en que se puede llamar y es un recipiente que los estudiantes utilizan para llevar a la escuela  materiales de trabajo. En todos los países de Europa este tipo de estuche se denomina cartuchera.
El estuche escolar se utiliza para  guardar los materiales de todo tamaño como rotuladores, lapiceros, bolígrafos, sacapuntas, gomas de borrar, tijeras. que el estudiante utiliza en sus trabajos escolares.
Estos objetos están hechos actualmente de plástico, telas textiles, metal, madera, etc.

## Historia

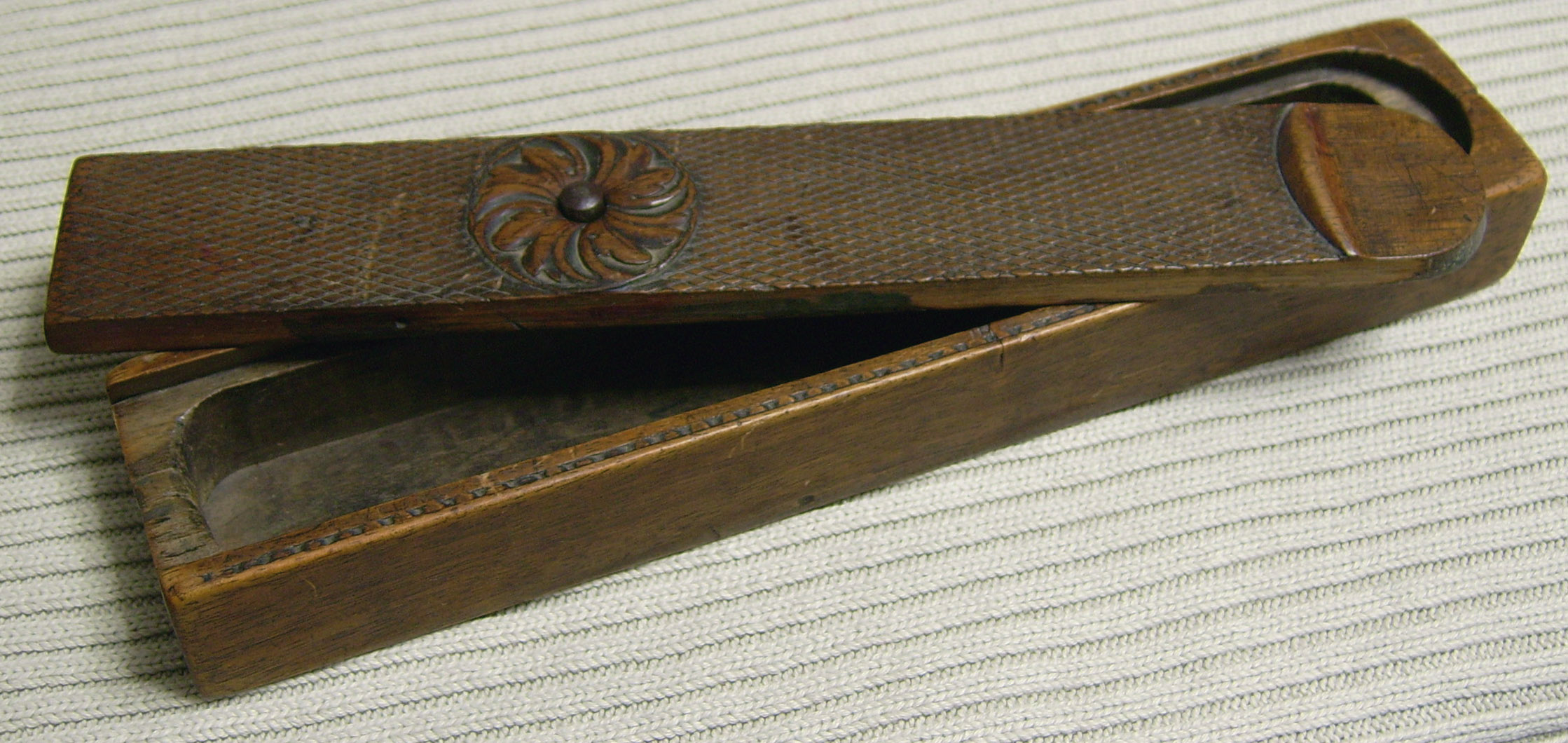
Plumier.antiguo

Los primeros plumieres, eran para plumas, como su nombre indica, eran cilíndricos. Algunos se decoraban con jaspe (1860) o con platino (1874).

## Tipos

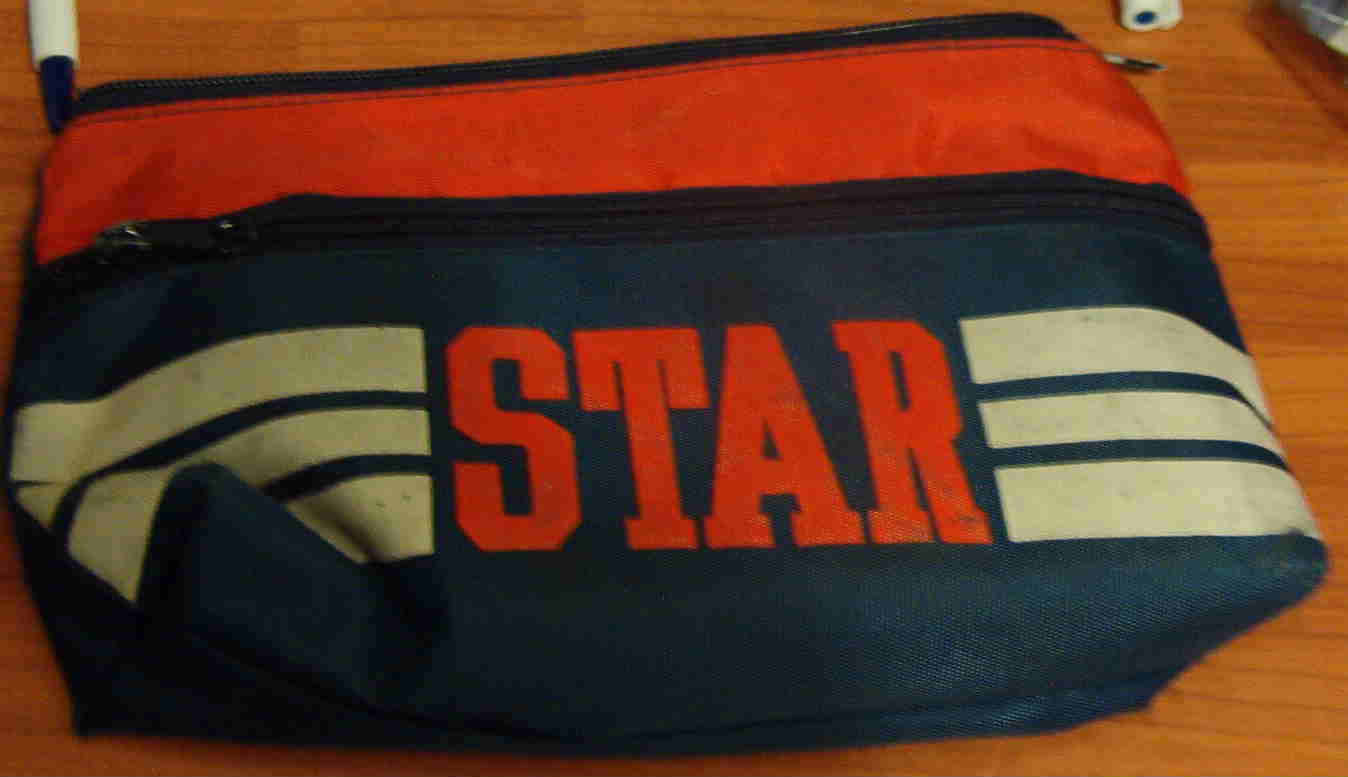
Estuche tipo bolsa

Básicamente, se pueden distinguir dos tipos de estuches escolares.
Estuches de uno o más pisos
Consisten en un pequeño maletín de forma que se cierra con cremallera. Consta de al menos una plancha rígida sobre la cual se disponen una serie de gomas elásticas que forman espacios lo suficientemente amplios como para introducir todos y cada uno de esos materiales. La goma los mantiene fijos a la base impidiendo que se muevan y se revuelvan en su interior. Dependiendo del objeto que se introduce en la misma consienten una anchura mayor o menor siempre con el fin de permitir la entrada del útil con comodidad pero impedir que se mueva.
El estuche se abre como una carpeta y contiene material en sus dos lados opuestos. En uno se disponen, por ejemplo, los lapiceros de colores y en el otro, el sacapuntas, la goma, la regla, la escuadra y el transportador de ángulos. Existen estuches de diferentes tamaños y capacidades, algunos de ellos con dos niveles y dos cremalleras hechas de metal.
Estuches tipo bolsa
Son recipientes en los que los escolares introducen el material a granel, sin clasificar. Adoptan la forma de bolsas alargadas o cilíndricas que se cierran con una cremallera. En el interior, los niños llevan sus lapiceros, gomas de borrar, pequeñas reglas, clips, etc. Pueden ser fabricados en plástico de diferentes texturas y grosores o en tela.
Tanto el primer como el segundo tipo de estuche suelen estar decorados con imágenes infantiles o personajes populares de películas, dibujos animados, videojuegos, deportes, etc.